# Балијан I Ибелин
Балијан I Ибелин или Балијан од Наблуса или Балијан од Рамле (око 1143—1193) био је француски крсташ, један од најважнијих крсташких барона 12. века.

## Однос са крсташким баронима
Балијан је најмлађи син Барисана од Ибелина и млађи брат Ига и Балдуина од Ибелина. Балијан је познат и као Балијан Млађи или Балијан II јер му је и отац био знан као Балијан. Балијан је подржавао Ремона III од Триполија током његовог регентства према малолетном Балдуину IV. Заједно са Балдуином учествовао је у великој крсташкој победи код Монт Жисара 1177. године. Балијан је исте године оженио Марију Комнин, удовицу краља Амалрика. Тако је постао очух јерусалимским принцезама Изабели и Сибили. Задобија господство Наблус које је било мираз Марије Комнин. Године 1179. Саладин заробљава Балдуина од Ибелина код Јаковљевог бунара. Балијан сакупља откуп за свога брата при чему је део новца добио од византијског цара Манојла Комнина.
У борби за престо након смрти Балдуина V, Балијан подржава Ремона од Триполија. Јерусалимски краљ ипак постаје Гај Лизињански. Ремон се повлачи у Триполи и одбија да преда Гају вазалну заклетву склапајући мир са Саладином. Мир ће потрајати до 1187. године када га је Ремон, згрожен масакром Темплара Жерара од Ришфоа код Кресовог врела отказао и измирио се са Гајем. Балијан је једва избегао погибију код Кресона.

## Битка код Хитина
Балијан је учествовао и за, по крсташе катастрофалној, бици код Хитина. Командовао је заштитницом заједно са Жосцелином III од Едесе. Крсташка војска потпуно је поражена. Балијан се успео спасити заједно са Ремоном од Триполија, Ренеом од Сидона и Жосцелином.
У Свету земљу стиже нова личност - Конрад од Монферата. Балијан ће постати један од његових најближих сарадника. Учествоваће у опсади Тира која је завршена неуспехом Турака. Након одласка из Тира, Балијан тражи дозволу од Саладина да из Јерусалима извуче жену и децу и одведе их у Триполи. Саладин му дозвољава уз услов да и Балијан заједно са њима оде у Триполи и не учествује у одбрани Јерусалима.

## Одбрана Јерусалима
Када је Балијан са малом групом витезова стигао у Јерусалим, становници су га преклињали да остане и води одбрану града. Патријарх Хераклије га је ослободио заклетве према Саладину тврдећи да су обавезе према хришћанству важније од обећања не-хришћанину. Балијан пристаје, али тражи разрешење обавезе од Саладина лично. Саладин му је пружа задивљен његовом храброшћу. Балијанову жену и децу пропустио је до Триполија. Муслимански извори наводе да је Саладин поштовао Балијана као и било ког јерусалимског краља. Балијан се враћа у Јерусалим да заједно са Хераклијем и Изабелом припреми одбрану иако је знао да хришћани немају никакве шансе.
Опсада је започела 20. септембра. Саладин је порушио делове зида, али није успео да се пробије у град. Балијан му саопштава да ће се бранитељи радије убити након што поруше град него да га предају муслиманима. Након преговора, одлучено је да ће Саладин ослободити 7000 људи за 30000 византијских златника. То је била релативно мала цена, поготово имајући у виду масакр кога су крсташи извршили улазећи у град пре стотинак година.
Становници који нису имали да плате откуп претворени су у робове. Хераклије и Балијан су понудили сами себе у замену за заробљенике, али Саладин одбија. Балијан потом, заједно са ослобођеницима, одлази у Триполи.

## Трећи крсташки рат и смрт
Након пада Јерусалима постављало се питање ко ће постати нови краљ након што крсташи из Европе поново преотму Јерусалим. Крсташки барони поделили су се у два табора: једни су били за Гаја, легитимног краља, а други за Конрада од Монферата. Спор се заоштрио доласком Ричарда Лављег Срца и Филипа Августа из Европе. Филип је подржавао Конрада, а Ричард Гаја.
Балијан је стајао на Конрадовој страни што му је донело страшну мржњу Ричарда и Гаја. На крају је на састанку барона у Аскалону одлучено да ће Конрад постати краљ. Изабелин брак са Хамфријем IV од Торона је поништен. Само неколико дана након крунисања, Конрад је убијен од стране асасина. Нови краљ постаје Хенри II од Шампање, а Балијан један од његових саветника. Учествоваће у биткама код Арсуфа и Јафе. Балијан касније помаже у преговорима који су завршени миром у Јафи. Према уговору, Ибелин је потпао под Саладинову контролу. Међутим, многи градови на обали и даље су остали у хришћанским рукама.
Балијан умире 1193. године.

## Породично стабло
|  |                       |  |  |  |  |  |  |  |  |  |  |  |  |  |  |  |
|  | 2. Барисан од Ибелина |  |  |  |  |  |  |  |  |  |  |  |  |  |  |  |
|  |                       |  |  |  |  |  |  |  |  |  |  |  |  |  |  |  |
|  |                       |  |  |  |  |  |  |  |  |  |  |  |  |  |  |  |
|  | 1. Балијан I Ибелин   |  |  |  |  |  |  |  |  |  |  |  |  |  |  |  |
|  |                       |  |  |  |  |  |  |  |  |  |  |  |  |  |  |  |
|  |                       |  |  |  |  |  |  |  |  |  |  |  |  |  |  |  |
|  | 3.                    |  |  |  |  |  |  |  |  |  |  |  |  |  |  |  |
|  |                       |  |  |  |  |  |  |  |  |  |  |  |  |  |  |  |
|  |                       |  |  |  |  |  |  |  |  |  |  |  |  |  |  |  |